# Reloj parlante

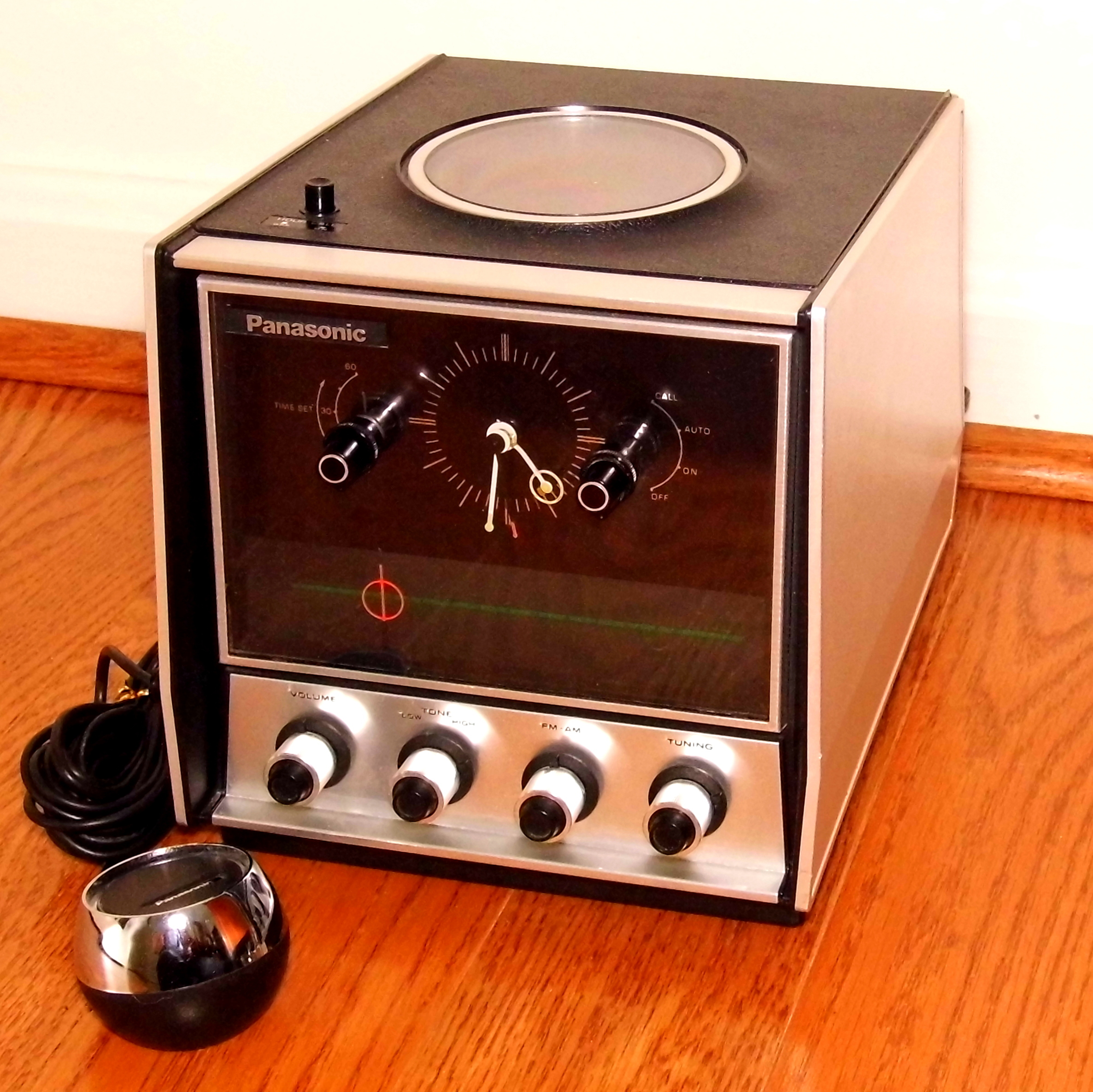
Reloj parlante Panasonic (hacia 1971)

Un reloj parlante (también llamado reloj audible) es un reloj que presenta la hora en forma de sonidos. Puede representarla únicamente como sonidos, como un servicio de hora basado en el teléfono, mediante un servicio de horario hablado, un reloj para personas con problemas de visión, o puede complementar la función sonora con un sistema horario analógico o digital.

## Historia
Aunque no hablan, los relojes han incorporado elementos de percusión como matracas, campanillas, gongs, melodías y sonidos de cucos o gallos desde casi el comienzo del reloj mecánico. Poco después de la invención del fonógrafo por Thomas Edison, se hicieron los primeros intentos de fabricar un reloj que incorporara una voz humana. Alrededor de 1878, Frank Lambert inventó una máquina que usaba una voz grabada en un cilindro de plomo para decir las horas. Usó plomo en lugar del papel de aluminio blando de Edison. En 1992, el Libro Guinness de los récords la reconoció como la grabación de sonido reproducible más antigua conocida (aunque ese estatus pasó a adjudicarse a un fonoautógrafo de Édouard-Léon Scott de Martinville, grabado en 1857). Está en exhibición en el Museo Nacional de Vigilancia y Reloj en Columbia, Pensilvania.
No fue hasta alrededor de 1910 cuando Bernhard Hiller creó un reloj que usaba una cinta de celuloide con una grabación para anunciar la hora. Sin embargo, estas cintas se rompían a menudo por el ajuste manual que requerían, y todos los intentos de reproducir las cintas de celuloide han fallado hasta ahora, aunque hay rumores de que existen otros relojes similares fabricados después, 
En 1933, el primer uso práctico de estos relojes se vio cuando Ernest Esclangon creó un servicio telefónico parlante en París, Francia. En su primer día, 14 de febrero de 1933, se recibieron más de 140.000 llamadas. Londres inició un servicio similar tres años después. Este tipo de servicios horarios hablados todavía existen, y se reciben más de un millón de llamadas por año en el servicio telefónico horario del NIST.

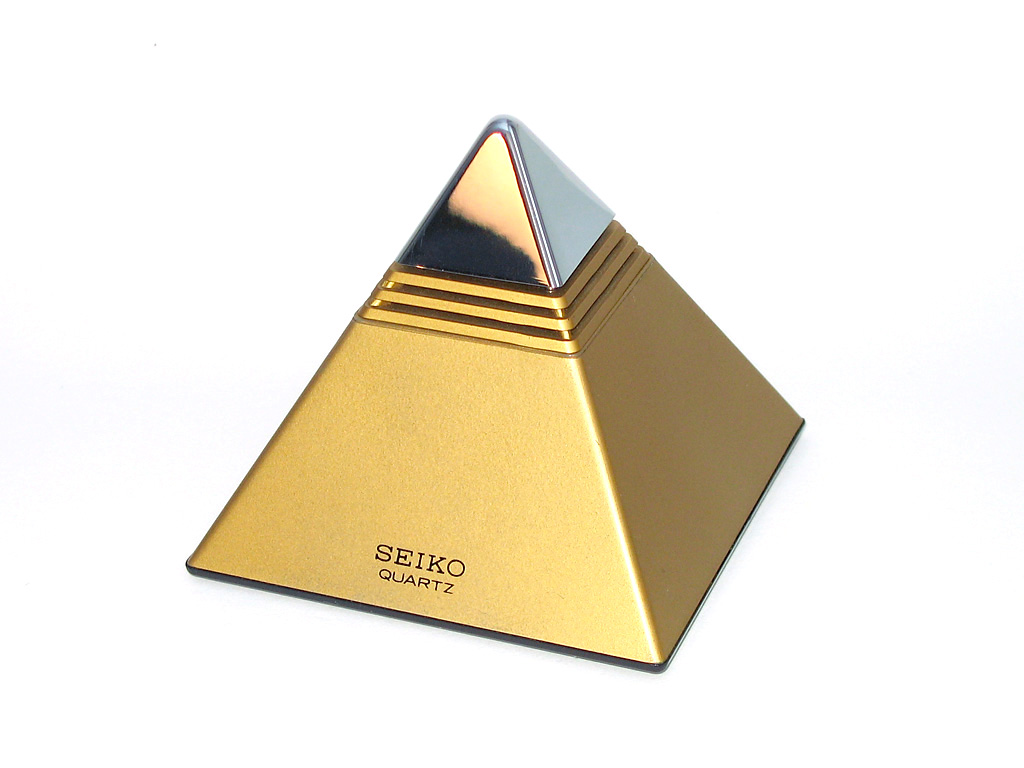
El reloj parlante de Seiko

En 1954, la compañía Ted Duncan, Inc., lanzó el Hickory Dickory Clock, un juguete de manivela destinado a los niños, que usaba un disco, una aguja y un brazo fonocaptor para producir su sonido.
En 1968, se lanzó el primer reloj parlante verdaderamente portátil, el Mattel-a-Time Talking Clock.
En 1979, Sharp lanzó el primer reloj parlante basado en cuarzo del mundo, el Talking Time CT-660E (versión alemana CT-660G ). Su carcasa plateada similar a un transistor de radio contenía un complejo circuito LSI con 3 SMD IC (probablemente CPU de reloj, CPU de voz y IC de sonido), produciendo una voz sintética similar a Speak & Spell. En su lado delantero tenía una pequeña pantalla LCD. La alarma decía la hora y también podía emplear una melodía ("El Minueto de Boccherini"); después de 5 minutos, la alarma se repetía con las palabras "¡Por favor, date prisa!". También tenía modos de cronómetro y temporizador de cuenta regresiva. Los diminutos controles para apagar la alarma o configurar funciones eran difíciles de alcanzar debajo de la pequeña tapa inferior.
En 1984, Hattori Seiko Co. lanzó su famoso reloj parlante en forma de pirámide, el Pyramid Talk. Como objeto de diseño futurista, incluso su pantalla LCD estaba oculta en la parte inferior, por lo que se suponía que las personas siempre debían levantarlo para escucharlo hablar, lo cual no era muy práctico.
Los dispositivos parlantes actuales a menudo incluyen muchas más características que simplemente dar la hora, como dar datos meteorológicos y otras informaciones útiles para el usuario.

## Usos y finalidades

### Enseñando a contar el tiempo
Después del servicio horario telefónico, la siguiente aplicación práctica fue la enseñanza de la lectura del tiempo a los niños. El primero que se utilizó para este propósito fue el Mattel "Mattel-a-Time Talking Clock" de 1968. Siguieron varios otros relojes de este tipo, incluido uno con el El Tren Thomas. Uno de los últimos modelos, el "Reloj inteligente parlante", incluía un botón de prueba que hacía preguntas como "¿Qué hora es?", "¿Qué hora será dentro de una hora?" y "¿Cuánto tiempo ha pasado entre la 1:00 y las 2:30?" Otros relojes parlantes educativos venían en un kit diseñado para ser ensamblado los por niños.
Los relojes parlantes también se pueden usar con niños con problemas de aprendizaje, compensándose parcialmente con el refuerzo proporcionado por escuchar la hora y verla.

### Ayuda a ciegos
Estos dispositivos sonoros han encontrado un hogar natural como tecnología de asistencia para las personas ciegas o con problemas de visión. Hay más de 150 relojes de mesa y 50 tipos de relojes que hablan. Los fabricantes de tales relojes incluyen a Sharp, Panasonic, RadioShack y Reizen. Además, un fabricante supuestamente produjo un reloj que anunciaría la hora al detectar la señal de silbido de un usuario. 

### Marca/Publicidad
Muchas empresas han utilizado relojes parlantes como elemento novedoso para promocionar su marca. En 1987, la HJ Heinz Company lanzó un reloj con la figura de "Mr. Aristocrat", un tomate con un motivo similar a Mr. Peanut. A la hora de la alarma, el reloj decía: "Es hora de levantarse; ¡levántate de inmediato! ¡Espera más y serás 'ketchup' todo el día! Recuerda, Heinz es el más carnoso y rico". Aproximadamente al mismo tiempo, Pillsbury creó un reloj similar con el personaje de Little Sprout. En los últimos años, el oso polar de Coca-Cola, los personajes de M&M rojo y amarillo, el Pillsbury Doughboy, una chica de sopa Campbell y otros han aparecido en un momento en un reloj parlante. Uno de los relojes de marca más interesantes fue producido por Energizer y era un reloj suave con forma de batería cuya alarma se apagaba golpeándolo o arrojándolo contra una superficie dura.

### Piezas de entretenimiento/conversación
El bajo costo de la tecnología de voz moderna ha permitido a los fabricantes incluir capacidades de reloj parlante en una amplia gama de productos. Muchos de estos están destinados a ser piezas de conversación o hablan simplemente para entretener a los usuarios escuchando sonidos o palabras pronunciadas por un objeto inanimado. Dichos relojes incluyen la voz de Darth Vader, calculadoras con funciones de tiempo e incluso una pintura de La última cena de Leonardo da Vinci que anuncia la hora en punto junto con una cita de Jesús.
Otros temas de los relojes parlantes incluyen adivinación, astrología, relojes con labios en movimiento, criaturas animadas, deportes y atletas y películas, entre otros.

## Tecnología
La mayoría de los relojes parlantes modernos se basan en circuitos integrados de síntesis de voz que generan voz a partir de datos muestreados y almacenados. El rápido progreso tecnológico de la década de 1980 permitió los productos parlantes de alta calidad de hoy. Los primeros relojes parlantes empleaban chips que vinculaban fonemas para generar el habla. Estos productos podían generar un habla ilimitada, pero era de una calidad relativamente pobre que sonaba robótica, en el peor de los casos, ininteligible. El habla actual de mayor calidad es producida por sistemas de datos muestreados que toman elementos de una voz humana real. Las tecnologías modernas de síntesis de voz pueden producir vocabularios sintetizados que conservan exactamente el estilo del hablante y no se limitan a un inglés perfecto, sino que pueden ser tan variados como acentos escoceses, japoneses e incluso la voz de un niño pequeño. Todas estas voces se generan utilizando chips de voz diminutos y económicos que están fácilmente disponibles.
Casi todos los últimos relojes parlantes con chip de voz incorporan la voz humana femenina para anunciar la hora. El Dr. Mark McKinley, presidente de la Sociedad Internacional de Coleccionistas de Relojes Parlantes, propone tres posibles explicaciones para este fenómeno. La voz femenina puede considerarse más relajante psicológicamente; puede ser una reliquia de la voz femenina asociada históricamente con funciones de secretaria (asistente administrativo); o una voz femenina puede simplemente ser más suave de una manera menos intrusiva.
Muchos relojes parlantes incluyen un sensor de luz o una configuración que los silenciará automáticamente entre ciertas horas (generalmente entre las 10 p. m. y las 8 a. m. ).
Muchos relojes parlantes de la década de 1970 utilizaron una caja Ozen, que es un mecanismo similar a un fonógrafo, en el que un lápiz óptico en forma de aguja rastrea en un plato de 2,25 pulgadas similar a un disco fonográfico de vinilo. Janex Corporation produjo la mayoría de los relojes que utilizan este dispositivo, y son muy apreciados entre los coleccionistas.

## Propietarios
Una gran cantidad de personajes populares han aparecido en los relojes parlantes. La siguiente lista no es exhaustiva, ni pretende serlo: la Sociedad Internacional de Coleccionistas de Relojes Parlantes (ISTCC) tiene una colección de museo de más de 800 relojes parlantes. Muchos de ellos, reproducen las voces de famosos personajes del cine, la televisión y la publicidad, como:
- Mickey Mouse
- Varios personajes de Looney Tunes (incluidos Bugs Bunny, Daffy Duck, Tweety, et al.)
- Los Simpson
- Strawberry Shortcake
- Superhéroes (incluidos Superman, Spider-Man, Hulk y otros)
- Furby
- Biz Markie
- Los Pitufos
- Bob Esponja
- Mario